# Antiziganisme
Antiziganisme er racisme eller fordomme rettet mod romaer.